# 羅伊·費斯
埃爾羅伊·里昂·費斯（英語：Elroy Leon Face，1928年2月20日—），綽號「牛棚男爵」，為美國職棒大聯盟的投手，生涯曾效力過海盜、老虎與博覽會等隊。費斯可說是大聯盟後援投手的開創者，他是當時大聯盟少見的後援投手之一，現今棒球的終結者一職就是以費斯當時在球隊的定位作為原型延伸。
費斯是大聯盟史上第一位單季拿下超過20次救援成功的投手。他生涯3次拿下聯盟救援王，1959年更是寫下後援投手至今仍望塵莫及的單季18勝紀錄。生涯193次救援成功一直到1982年才被打破，但生涯以後援投手身分拿下96勝至今仍是國聯紀錄。在費斯退休時，他的生涯出賽數僅次於Hoyt Wilhelm和賽·揚兩位名人堂球星。

## 職業生涯
1949年，費斯加盟費城人隊。之後他輾轉到了道奇與海盜，並在1953年於海盜完成大聯盟初登板。1956年，他以投手身分出賽68場比賽，寫下隊史在現代棒球的紀錄。1957年，他首度達成單季10次救援成功。1958年，他以20次救援成功拿下聯盟救援王，防禦率僅2.89。他從前洋基隊救援投手喬·佩吉學到指叉球，並成為他的決勝武器。
1959年，費斯拿下18勝1敗，期間拿下17連勝。他不僅在最後五場出賽拿下5連勝，甚至還有一個月完全沒有任何自責分。整季他的防禦率為2.70，並在MVP票選上拿下第8名。雖然他在賽揚獎票選上完全沒有任何選票，但他18場救援勝已經打破1950年由吉姆·康斯坦提保持的16場救援勝紀錄。單季勝率9成47也超越1937年由Johnny Allen保持的9成38紀錄。1960年，費斯再度拿下單季20次救援成功，而且海盜順利進軍世界大賽。
費斯成為大聯盟首位在世界大賽上拿下3次救援成功的投手。雖然他在第七戰被尤吉·貝拉敲出逆轉3分砲，還讓海盜4比1領先變成4比7落後。不過比爾·馬澤羅斯基在9局下跳出來，以再見全壘打幫助海盜拿下世界大賽冠軍。
費斯從1959年到1961年間都入選明星賽，其中1961年他再度拿下聯盟救援王。1962年，他以28次救援成功刷新國聯紀錄，同年也打破由Clem Labine保持的生涯95次救援成功的國聯紀錄，之後他再超越Johnny Murphy成為大聯盟歷史救援王。1964年和1965年，費斯進入撞牆期，期間僅拿下4次救援成功，導致他救援王的位置被Hoyt Wilhelm拿下。不過他在1966年和1967年再度找回巔峰狀態，其中1967年他超越華倫·史潘保持的生涯750場比賽出賽的國聯紀錄，這項紀錄一直到1986年才又被打破。
1968年8月31日，他被交易到老虎隊。但他在老虎隊僅出賽2場比賽，使得老虎就算進入世界大賽，費斯也無法上場。1969年，費斯加盟博覽會隊。這年他拿下5次救援成功後宣布退休。
費斯在休賽季期間就有兼職當木匠，退休後更是直接將木匠作為他的第二職業。1983年後，費斯便居住在賓州的北維塞爾鎮。1999年2月，他和史提夫·卡爾頓共同入選泰德威廉斯博物館內的打者名人堂。

## 外部連結
- 球員資訊和成績在MLB，ESPN，Baseball-Reference，Fangraphs（英文）